# 热辅助磁记录
热辅助磁记录 （HAMR） 是一種使用激光熱先加熱高度穩定媒體，以輔助磁性錄寫資料的技術。HAMR 技術需要像鉑鐵合金這樣高度穩定的磁性複合材料。這些材料可以在相當小的面積內儲存單一位元組而不再受限於超順磁性；目前使用在硬碟儲存的許多技術仍受限於超順磁性。唯一的缺點是，他們必須被加熱以適應磁場方向的改變。
HAMR 是富士通在2006年發展出來的技術，這項技術可以達到每平方英吋1Tb的儲存密度。

## 歷史
- 西元1954年，服務於 RCA 的工程師們提出一項以熱和磁場來記錄資料的專利。[2] 這項專利最初的重點是磁帶存儲，是在這一領域的許多專利中的後續。
- 1980年代，一種稱為磁光碟的大容量存儲設備的成功的商業化，它使用同樣的技術將資料寫入磁片。在當時，相較於純磁性儲存，磁光碟記錄的優點是一個位元的面積取決於鐳射點的面積而不是磁場範圍。1988年，一片5.25吋的磁光碟可以儲存650 MB的資料，並計畫到數GB;一個5.25"的磁碟大約100 MB。[3]

- 硬碟技術快速發展，在2011年，3.5吋硬碟的容量普遍已超過600 GB，早在2000年就已經認為[4]目前的硬碟技術將遇到限制，而熱輔助錄寫將是加大儲存容量的一個方向。

## 物理學
垂直寫入技術的限制特點通常是可讀性、可寫和穩定性，也就是著名的磁性寫錄三難（Magnetic Recording Trilemma）。HAMR 是一個打破這三難並產生可行的解決方法的技術之一。問題是，要將資料儲存在非常小的位元面積且保有資料可靠性，磁性媒體的材料必須具有非常高的磁力頑性（coercivity）。在一些容量點（capacity point）中位元面積很小而且相應的磁力頑性很高，因此用於寫錄資料的磁場不能強到足以永久影響資料且資料可以不再被寫入磁碟。HAMR借由提高溫度到居里點之上以暫時和局部的改變磁儲存媒體的磁力頑性來解決這個問題。當高於居里點時，儲存媒體將有效的失去磁力頑性並且形成一個真正可寫入資料的磁性寫入區域。

## 未來展望
HAMR 能增加磁錄寫的極限，超過100倍。可以達到每平方英寸50 Tbits的存儲容量。
- Seagate 相信使用 HAMR 技術就能生產出300 Tbits （37.5 TB）的硬碟。[5] 一些新聞網站錯誤的報導，Seagate 將在2010年推出300 TB的硬碟。Seagate 回應這個消息，指出在2010年的時間表中已完成每平方英寸50 Tbits的密度，這也可能包括位元規則介質（Bit Patterned Media）的組合產品。 [6]

- 截至2009年初，Seagate 仍致力於 HAMR 並且達到每平方英吋250 Gbits的存儲容量。這是2009年當時利用垂直錄寫實現的密度的一半。[7]

- 2010年底，硬碟工業界預測下一個技術變革將在西元2014-2015年之間。[8].

- 2012年3月，Seagate 是第一個使用 HAMR 技術達到密度1 Tbits/inch里程碑的硬碟製造公司。[9]

## 參閱
- 垂直磁记录
- 叠瓦磁记录
- Patterned media

## 外部網頁連結
- 2002 Information by Seagate about HAMR